# أبو الفضل البلعمي
أبو الفضل محمد بن عبيد الله التميمي البلعمي (ت 329 هـ / 940 م) هو من رجال الإدارة والسياسة في الدولة السامانية.
اشتهر الوزير أبو الفضل ببراعته في التراسل. ينُسب إليه كتابان مفقودان هما «تلقيح البلاغة» و«كتاب المقالات».